# Afrikai kaméleon
Az afrikai kaméleon (Chamaeleo africanus) a hüllők (Reptilia) osztályának pikkelyes hüllők (Squamata) rendjébe, ezen belül a kaméleonfélék (Chamaeleonidae) családjába tartozó faj.

## Előfordulása
Elsősorban a Szaharától délre fekvő félsivatagos, szavannás Száhil övezetben él Nyugat-Afrikától Kelet-Afrikáig, Malitól Szomáliáig. Ezenkívül előfordul Egyiptomban a Nílus alsó völgyében; utóbbi helyről behurcolták Görögországba, a Peloponnészoszi-félszigetre is.

## Megjelenése

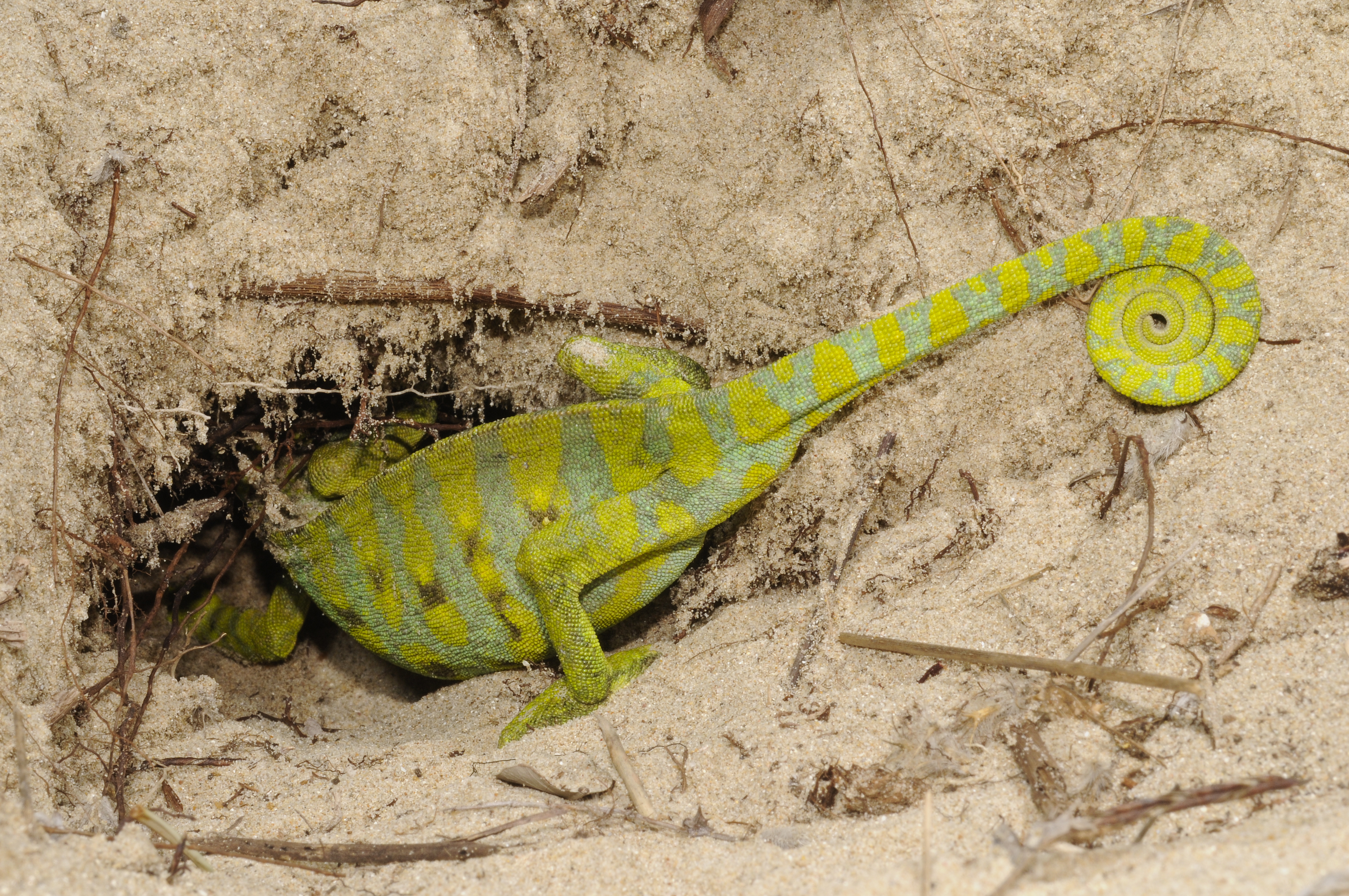
Fészket ásó nőstény kaméleon

Az afrikai kaméleon közepes méretű, farkával együtt a testhossza általában 30–40 cm közé esik, de leírtak már 50–60 cm-es hímeket is. Nagyon hasonlít az európai kaméleonra, de nagyobb annál, fején a halántéktáji bőrlebenyek nem fejlődnek ki és a feje tetején látható sisakszerű nyúlvány nagyobb. A többi kaméleonhoz hasonlóan szemei külön-külön forgatható kúpokban találhatóak, teste lapított, végtagjai hosszúak és vékonyak, ujjai ollószerűen összenőttek, hogy a vékony faágakat jól megragadhassa és hosszú farka összetekerhető. Színe alapesetben zöld (esetleg két vékony sárgás oldalvonallal), de igen gyorsan tudja változtatni színét a zöld, sárga és szürke különböző árnyalataiban a környezettől és hangulatától függően. A vemhes nőstényen gyakran sárga sávok és foltok figyelhetők meg. Bőrfelületét homogén méretű pikkelyek fedik. A hímek hátsó lábukon sarkantyúszerű kinövést viselnek.

## Életmódja

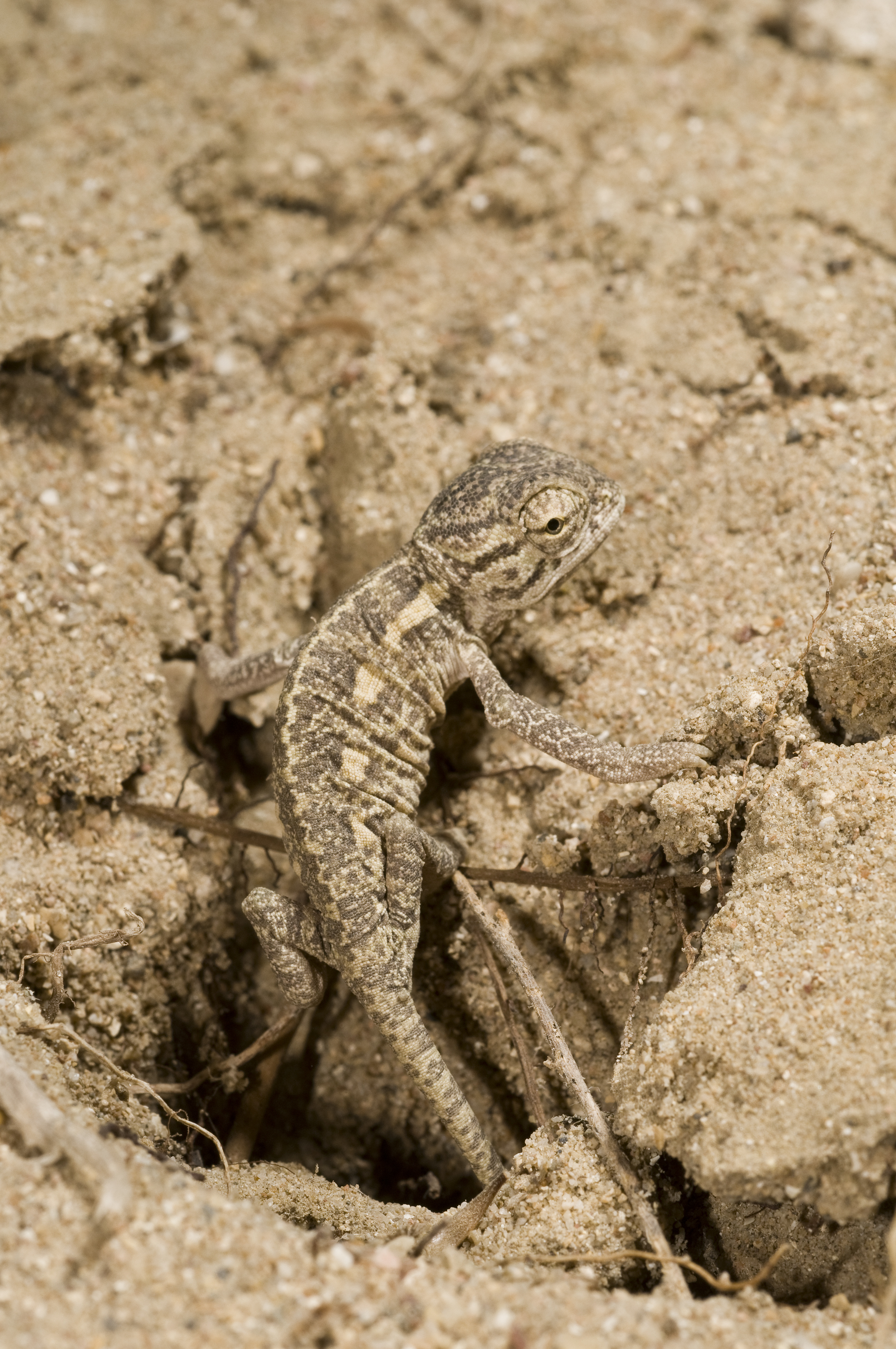
Fiatal példány

Száraz szavannákon, félsivatagokban, homokos síkságokon él, ahol az akáciákra vagy más kisebb-nagyobb fákra, kórókra, nádra kapaszkodik fel. A Földközi-tenger térségében jól alkalmazkodott a homokos tengerparti dűnék vegetációjához.
A többi kaméleonhoz hasonlóan nagyobb rovarokkal táplálkozik, amelyeket hosszú nyelvével fog el. A nyelvben található specializált izmok miatt rendkívül gyorsan, nagy távolságra képes kinyújtani a zsákmány felé, amely a nyelv végén lévő ragadós váladék és az izommegfeszítés okozta vákuum miatt rátapad; ezután pedig behúzza a szájába.
Színváltoztató képességét a rejtőzés mellett szociális kapcsolataiban is felhasználja. Színe függ a hangulatától; ezenkívül a vemhes nőstény speciális mintázatával közli a hímekkel, hogy nem hajlandó párosodni. 

## Szaporodása
A fogságban tartott nőstény afrikai kaméleon egyszerre 70 tojást rak egy föld alatti fészekbe; a vadon élő példányok esetében ez csak 4-43 között van, a megfigyelések szerint. Görögországban a tojások lerakása szeptember közepén-októberben történik és 10-11 hónap múlva, a következő év augusztusában-szeptemberében kelnek ki az ivadékok. A fiatal kaméleonok 12-16 hónap alatt lesznek ivarérettek.

## Természetvédelmi helyzete
A Száhel-övezetben általánosan elterjedt, a Nílus-deltában viszonylag gyakori. Görögország-beli populációját 1998-ban fedezték fel, azóta annak létszáma 150 és 600 között ingadozott és a turisztikai fejlesztések veszélyeztethetik. Mintegy 10 ezer kaméleon bekerült a nemzetközi díszállat-kereskedelembe, elsősorban Nigerből; ez azonban feltehetően nem veszélyezteti komolyan az ottani populációját. A Természetvédelmi Világszövetség Vörös listáján "nem fenyegetett" státusszal szerepel.